# Polonia Christiana
Polonia Christiana – dwumiesięcznik wydawany przez Stowarzyszenie Kultury Chrześcijańskiej im. ks. Piotra Skargi we współpracy z włoskim miesięcznikiem „Radici Cristiane”. Pismo o profilu skrajnie prawicowym, konserwatywno-katolickim i katolicko-fundamentalistycznym, komentujące bieżące wydarzenia oraz szeroko odwołujące się do historii Kościoła, Polski i Europy.
Ukazuje się od marca 2008 roku. Redaktorem naczelnym pisma jest Jerzy Wolak (wcześniej byli nimi Sławomir Skiba i Krystian Kratiuk), a w skład redakcji wchodzą Marcin Austyn, Piotr Doerre, Łukasz Karpiel, Adam Kowalik, Krystian Kratiuk, Roman Motoła i Leonard Przybysz. Prócz tego z pismem stale współpracują również: prof. Grzegorz Kucharczyk, prof. Jacek Bartyzel, czy Grzegorz Braun. 
Polonia Christiana działa również w formie portalu internetowego jako PCh24.pl.

## Skład redakcji[1]
- Jerzy Wolak – redaktor naczelny
- Kamil Sarzyński – sekretarz redakcji
- Piotr Doerre
- Marcin Austyn
- Łukasz Karpiel – zastępca redaktora naczelnego portalu PCh24.pl
- Adam Kowalik
- Krystian Kratiuk – były redaktor naczelny, redaktor naczelny portalu PCh24.pl
- Roman Motoła
- Leonard Przybysz

Stali współpracownicy:
- Bogusław Bajor
- Jacek Bartyzel
- Grzegorz Braun
- Jan Gać
- Krzysztof Gędłek
- Valdis Grinsteins
- Roman Motoła
- Leonard Przybysz
- Marcin Jendrzejczak
- Jacek Kowalski
- Grzegorz Kucharczyk
- Arkadiusz Stelmach
- Jarosław Szarek

Korekta:
- Magdalena Znamirowska-Doerre
- Iwona Kucharska

Skład i oprawa graficzna:
- Konrad Kuś
- Grzegorz Sztok